# 魏鏡
魏鏡（朝鮮語: 위경）は、朝鮮氏族の長興魏氏の始祖である。
朝鮮三国時代の638年に、唐太宗が八学士の一員として新羅の善徳女王に魏鏡を派遣した。その後、魏鏡は、尚書侍中を務め、懐州君に封ぜられた。